# Condições de Inada
Em macroeconomia, as condições de Inada, assim nomeadas em homenagem ao economista japonês Ken-Ichi Inada, são pressupostos sobre a forma de uma função de produção que garante a estabilidade de uma trajetória de crescimento econômico em um modelo de crescimento neoclássico. As condições como tais foram introduzidas por Hirofumi Uzawa.
Dada uma função continuamente diferenciável {\displaystyle f\colon X\to Y}, Onde {\displaystyle {\displaystyle X=\left\{x\colon \,x\in \mathbb {R} _{+}^{n}\right\}}} e {\displaystyle {\displaystyle Y=\left\{y\colon \,y\in \mathbb {R} _{+}\right\}}}, as condições são: 
1. O valor da função {\displaystyle f(\mathbf {x} )} quando {\displaystyle \mathbf {x} =\mathbf {0} } é 0: {\displaystyle {\displaystyle f(\mathbf {0} )=0}}
2. A função é côncava em {\displaystyle X}, ou seja, a matriz hessiana {\displaystyle {\displaystyle \mathbf {H} _{i,j}=\left({\frac {\partial ^{2}f}{\partial x_{i}\partial x_{j}}}\right)}}, precisa ser semi-definida negativa.[3] Economicamente, isso implica que os retornos marginais de entrada {\displaystyle x_{i}}são positivos, ou seja, {\displaystyle {\displaystyle \partial f(\mathbf {x} )/\partial x_{i}>0}} e derivando parcialmente, obtêm-se: {\displaystyle {\displaystyle \partial ^{2}f(\mathbf {x} )/\partial x_{i}^{2}<0}}.
3. O limite da primeira derivada é positivo infinito quando {\displaystyle x_{i}} tende a zero: {\displaystyle {\displaystyle \lim _{x_{i}\to 0}\partial f(\mathbf {x} )/\partial x_{i}=+\infty }},
4. O limite da primeira derivada é igual a zero quando {\displaystyle x_{i}} tende ao infinito positivo: {\displaystyle {\displaystyle \lim _{x_{i}\to +\infty }\partial f(\mathbf {x} )/\partial x_{i}=0}}

Na classe de função de produção CES, apenas a função de produção Cobb-Douglas atende a todas essas condições. 

## Leitura complementar
- Barro, Robert J.; Sala-i-Martin, Xavier. Economic Growth. [S.l.: s.n.] ISBN 0-262-02553-1
- Gandolfo, Giancarlo. Economic Dynamics. [S.l.: s.n.] ISBN 3-540-60988-1
- Romer, David. «The Solow Growth Model». Advanced Macroeconomics. [S.l.: s.n.] ISBN 978-0-07-351137-5